# Emerson Burton

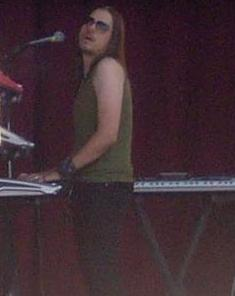
Emerson Burton

Emerson Burton (właśc. Janne Johannes Purttinen, ur. 17 października 1974) – klawiszowiec fińskiej grupy HIM.
Do zespołu dołączył po odejściu poprzedniego keyboardzisty, Zoltana Pluto. W przeciwieństwie do pozostałych członków grupy, nie ma na swoim ciele ani jednego tatuażu. Jego ulubionym miastem są Helsinki, potrawą – pizza, a szczęśliwą cyfrą 7.
Poprzednie zespoły: Cosmos Tango, Suburban Tribe, Torpedo.